# Pherusa gymnopapillata
Pherusa gymnopapillata är en ringmaskart som beskrevs av Hartmann-Schröder 1965. Pherusa gymnopapillata ingår i släktet Pherusa och familjen Flabelligeridae. Inga underarter finns listade i Catalogue of Life.